# Aschema pallida
Aschema pallida là một loài nhện trong họ Zodariidae.
Loài này thuộc chi Aschema. Aschema pallida được Rudy Jocqué miêu tả năm 1991.